# NADPH—citohrom-c2 reduktaza
NADPH—citohrom-c2 reduktaza (EC 1.6.2.5, citohrom c2 reduktaza (redukovani nikotinamid adenin dinukleotid fosfat), citohrom c2 reduktaza (redukovani nikotinamid adinine dinukleotid fosfat, NADPH)) je enzim sa sistematskim imenom NADPH:fericitohrom-c2 oksidoreduktaza. Ovaj enzim katalizuje sledeću hemijsku reakciju
 + 2 fericitohrom c2 {\displaystyle \rightleftharpoons } + + + + 2 ferocitohrom c2
Ovaj enzim je flavoprotein (FAD).

## Literatura
- Nicholas C. Price; Lewis Stevens (1999). Fundamentals of Enzymology: The Cell and Molecular Biology of Catalytic Proteins (Third изд.). USA: Oxford University Press. ISBN 019850229X.
- Eric J. Toone (2006). Advances in Enzymology and Related Areas of Molecular Biology, Protein Evolution (Volume 75 изд.). Wiley-Interscience. ISBN 0471205036.
- Branden C; Tooze J. Introduction to Protein Structure. New York, NY: Garland Publishing. ISBN 0-8153-2305-0.
- Irwin H. Segel. Enzyme Kinetics: Behavior and Analysis of Rapid Equilibrium and Steady-State Enzyme Systems (Book 44 изд.). Wiley Classics Library. ISBN 0471303097.

## Spoljašnje veze
- NADPH---cytochrome-c2+reductase на 